# Warwick (League of Legends)
Pour les articles homonymes, voir Warwick.
Warwick, Vander de son nom d'origine, est un personnage issu de la franchise League of Legends produite par Riot Games. League of Legends est un jeu en ligne multijoueur de bataille d'arène (MOBA) crée en 2009. Warwick a été introduit dans League of Legends en tant que personnage jouable, ou « champion », lors de la sortie du jeu en 2009. Warwick est présenté comme un ancien criminel originaire de la ville malfamée de Zaun. Bien qu'il ait abandonné son ancienne vie de truand, il fut transformé en un hybride mi-homme mi-loup par les expériences de Singed, un autre champion du jeu. Devenu une bête sauvage assoiffée de sang, Warwick écume à présent les rues de Zaun pour traquer et tuer les criminels de la ville. Malgré sa forme monstrueuse, il conserve un part d'humanité en lui qui resurgit lorsqu'il est en présence de personnes qu'il juge innocentes. Il est l'ennemi de Singed et le père adoptif des championnes Vi et Jinx.
Warwick apparait également dans d'autres oeuvres de la franchise dont notamment la série d'animation Arcane diffusée sur la plateforme de streaming Netfix. Il est l'un des personnages principaux de la série où il est doublé en langue originale par J. B. Blanc et par Boris Rehlinger en version française. Son histoire se concentre notamment sur sa transformation en monstre au fil de la série et sur sa relation avec ses filles adoptives Vi et Powder ainsi que sur son histoire tragique avec son ancien frère d'arme Silco, le principal antagoniste de la première saison.

## Conception et création
La biographie de Warwick a été écrite par David Slagle qui a voulu revisiter le mythe du loup-garou mais dans le cadre steampunk de la cité industrielle de Zaun. Au fur et à mesure des différentes mises à jours du jeu, Warwick a subi plusieurs modifications dans son design. Son apparence lors de la sortie de League of Legends étant plus proche de celle d'un loup-garou classique pour finalement évoluer vers une apparence constituée de divers éléments mécaniques.
En 2021, Warwick devient l'un des personnages principaux de la série d'animation Arcane, diffusée sur la plateforme de streaming Netflix. Contrairement aux autres personnages de la série, Warwick n'a pas été annoncé officiellement mais fut à l'origine introduit comme un personnage original dénommé « Vander »,. C'est le comédien français J. B. Blanc qui lui prête sa voix. Entre la diffusion de la première saison en novembre 2021 et la sortie de la saison 2 en novembre 2024, de nombreux fans ont théorisé sur l'idée que Vander serait le champion Warwick quand il était encore humain,. Ces théories furent confirmées lors de la diffusion de la saison 2.

## Apparitions

### League of Legends
Warwick est un monstre qui chasse dans les allées grises de Zaun. Métamorphosé à l'issue d'expériences incroyablement douloureuses, son corps est désormais fusionné avec un système complexe de chambres et de pompes, une machinerie qui distille dans ses veines une rage alchimique constante. Bondissant des ombres, il traque les criminels qui terrorisent les profondeurs de la ville. Warwick est attiré par le sang, dont l'odeur déclenche chez lui une furie meurtrière. Bien que Warwick ne soit perçu que comme une bête par la plupart des gens, sous sa fourrure se cache l'esprit d'un homme : un gangster qui a déposé les armes pour adopter un nouveau nom et vivre une vie meilleure.
Parmi ses différentes capacités, Warwick dispose des compétences « Soif inextinguible » et « Dents de la bête » qui lui permettent d'infliger des dégâts magiques et de récupérer des points de vie lorsque sa barre de vie baisse. En outre, il peut aussi utiliser la capacité « Traque sanguinaire » qui lui donne la possibilité de pister ses ennemis ayant un faible nombre de PV. De plus, sa compétence « Hurlement bestial » lui accorde une réduction des dégâts infligés et de terroriser ses adversaires pendant une seconde. Enfin, la capacité « Contrainte infinie » augmente considérablement sa vitesse de déplacement.

### Arcane

#### Saison 1
Originaire de la cité industrielle et malfamée de Zaun, Vander passe sa vie à subir les inégalités avec la riche ville de Piltover alors qu'il travaillait dans les mines de Zaun où il suscitait l'admiration de ses collègues grâce à son charisme naturel. Dans ces mêmes mines, il tisse un lien fraternel fort avec ses camarades Silco et Felicia, la mère de Vi et Powder. Déterminés à combattre les inégalités que subissent les habitants de Zaun, Vander et Silco forment un mouvement de contestation contre Piltover. Parallèlement, Vander obtient son propre bar qu'il nomme « La Dernière Goute ». Vander et Silco finissent par lancer les hostilités avec Piltover lors d'un soulèvement sur le pont qui relie les deux villes. Cependant, Felicia trouve la mort pendant cet affrontement, laissant Vi et Powder orphelines et créant ainsi un fossé avec Silco. Vander décide alors de prendre les deux filles sous son aile. Peu après, une violente dispute entre lui et Silco éclate car Vander le prend pour responsable de la mort de Felicia. Ivre de rage, il tente de tuer Silco en le noyant dans le fleuve mais ce dernier parvient à s'enfuir. Regrettant d'avoir trahi son ami, Vander tente de reprendre contacte avec Silco en lui laissant une lettre où il y présente ses excuses, lettre que Silco ne trouvera jamais. Ayant presque tout perdu pendant cette révolution, Vander conclut la paix avec Piltover et devient officieusement le chef de Zaun. Par ailleurs, il adopte deux garçons nommés Mylo et Claggor et passe les années suivantes à maintenir la paix entre Zaun et Piltover, en étroite collaboration aves la shérif Grayson.
Des années plus tard, Vi, Powder, Mylo et Claggor sont surpris en train de cambrioler le laboratoire de Jayce Talis, un protégé de la famille Kiramman, ce qui attire l'attention des autorités. Lorsqu'il découvre l'affaire, il réprimande notamment Vi en lui expliquant qu'elle doit être un meilleur exemple pour sa soeur. Peu après, alors qu'il se trouvait dans la boutique de son ami Benzo, Vander reçoit la visite de la shérif Grayson et de son adjoint Marcus qui lui demandent de leur donner le nom des coupables du cambriolage, ce que Vander refuse. Afin de protéger ses enfants, Vander se livre plus tard à Grayson après que Vi ait tenté de se livrer aux pacifieurs. Cependant, alors que Vander vient d'être menotté, le groupe est attaqué par les hommes de Silco qui tuent Grayson et Benzo, tandis que Silco capture Vander. Emmené dans le repaire de Silco, ce dernier reproche à son ancien ami de l'avoir trahi et d'avoir conclut la paix avec Piltover. De plus, Silco lui expose ses plans en lui expliquant qu'il compte se servir d'une drogue appelée « Shimmer » dont il compte se servir pour affronter Piltover. Vander est plus tard retrouvé par Vi, Mylo et Claggor qui cherchent à le sauver. Sur le point de s'échapper, Powder provoque une énorme explosion pour sauver sa famille mais la déflagration tue involontairement Mylo et Claggor tandis qu'un incendie se déclare dans le bâtiment. Parvenu à se libérer, Vander affronte un mutant au Shimmer avant d'être poignardé par Silco qui le jette dans les flammes. Désespéré, Vander ingère une dose de Shimmer qui lui permet de sauver Vi. Une fois sortis du bâtiment en feu, Vander meurt finalement aux pied de sa fille. Son corps est plus tard récupéré par Singed, le créateur du Shimmer et collaborateur de Silco.

#### Saison 2
Pendant plusieurs années, le corps de Vander subit les différentes expérimentations de Singed qui ont pour effet de le transformé en un monstre à l'apparence proche de celle d'un loup-garou mais constitué de divers éléments mécaniques. Lors d'un discours dans les rues de Zaun auquel Singed assiste, le scientifique est capturé par les pacifieurs. Afin de s'échapper, Singed s'entaille la main, ce qui a pour effet de le réveiller de sa transe. Vander, maintenant Warwick, se lance alors sur la traque de Singed à l'aide de l'odeur de son sang. Warwick finit par atteindre la prison de Stillwater où il massacre plusieurs pacifieurs. Sur les lieux, il tombe sur Jinx qu'il attaque. Sur le point de tuer Jinx, Warwick aperçoit le visage de la jeune femme, ce qui lui fait resurgir des souvenirs de Powder dont il prononce ensuite le nom avant de s'enfuir de la prison. Par la suite, il part se réfugier dans la mine où il travaillait autrefois tandis que Jinx, Vi et Isha partent à sa recherche. Dans la même mine, Vander finit par flairer la présence de Jinx et Vi qu'il attaque aussitôt. Le combat se termine finalement lorsque l'humanité de Vander resurgit quand il aperçoit le visage de Vi. Redevenu calme, Vi le sert dans ses bras avant d'être rejointe par Jinx et Isha. Dans l'objectif de guérir Vander, elles l'amènent ensuite jusqu'au sanctuaire de Viktor. Viktor accepte de soigner Vander en tentant de ramener la part d'humanité enfouie en lui. Quelques jours plus tard, il est néanmoins retrouvé par Ambessa, Caitlyn et Singed qui étaient à sa recherche. Vander sauve notamment Jinx et Caitlyn de Rictus, le bras droit d'Ambessa. Au même moment, le sanctuaire est infiltré par Jayce qui attaque Viktor. Cela à pour effet de tuer les adeptes de Viktor et de faire tomber Vander dans une rage incontrôlable. Afin que Vi, Jinx et Caitlyn puissent s'enfuir, Isha se sacrifie en se faisant exploser avec Vander, ce qui les tue tous les deux.
Ultérieurement, Viktor transforme Vander en l'un de ses automates, ce qui lui fait perde la dernière trace d'humanité présente dans son subconscient. Il participe ensuite à la bataille qui oppose Piltover à Noxus et Viktor. Pendant cet affrontement, il finit par se battre contre ses filles dans la tour Hexgate. Malgré l'abandon des projets de Viktor, Vander reste toujours debout et manque de tuer Vi. Pour sauver sa soeur, Jinx se fait exploser avec Vander, le tuant tandis que Jinx survie probablement.